# 伊斯頓 (紐約州)
伊斯頓（英語：Easton）是一個位於美國紐約州華盛頓縣的鎮。

## 人口
根據2020年美國人口普查的數據，伊斯頓的面積為163.71平方千米，當中陸地面積為161.30平方千米，而水域面積為2.41平方千米。當地共有人口2279人，而人口密度為每平方千米14人。